# Upothenia
Upothenia é um gênero de traça pertencente à família Arctiidae.